# Anamika lactariolens
Anamika lactariolens är en svampart som först beskrevs av Clémençon & Hongo, och fick sitt nu gällande namn av Matheny 2005. Anamika lactariolens ingår i släktet Anamika och familjen spindlingar.   Inga underarter finns listade i Catalogue of Life.